# Amomum aculeatum
Amomum aculeatum är en enhjärtbladig växtart som beskrevs av William Roxburgh. Amomum aculeatum ingår i släktet Amomum och familjen Zingiberaceae. Inga underarter finns listade i Catalogue of Life.